# Rhododendron brachypodarium
Rhododendron brachypodarium är en ljungväxtart som beskrevs av Herman Otto Sleumer. Rhododendron brachypodarium ingår i släktet rododendron, och familjen ljungväxter. Inga underarter finns listade i Catalogue of Life.